# Peugeot 106

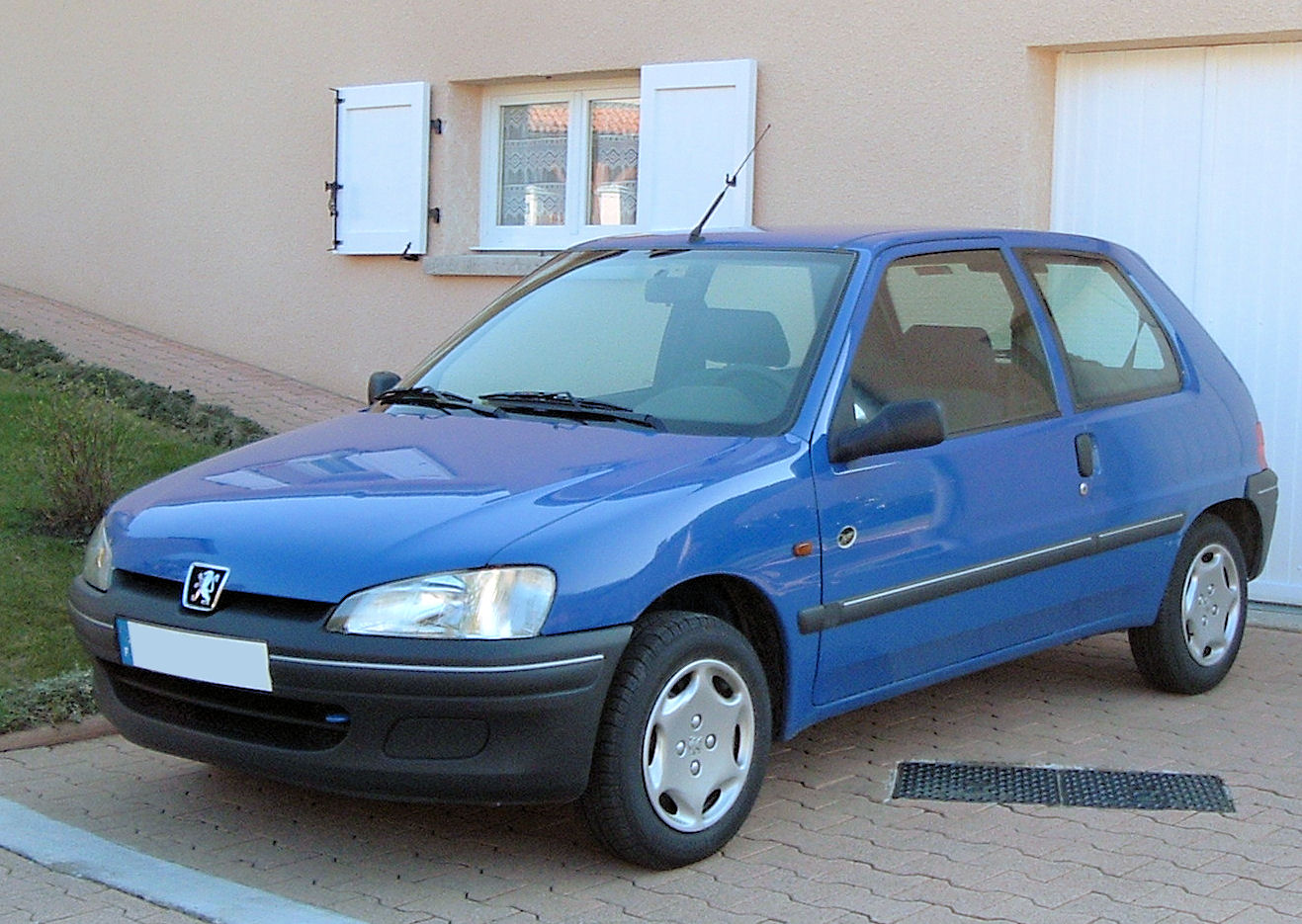
Peugeot 106 reestilitzat

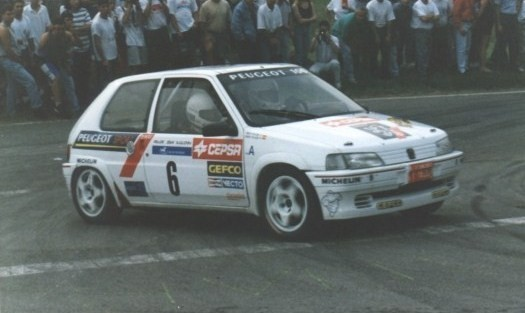
Sergio Vallejo al Rallye d'Avilés 1995, amb un Peugeot 106 Rallye Gr.A

El Peugeot 106 és un automòbil del segment A produït pel fabricant francès Peugeot entre els anys 1991 i 2003.
El 106 ha propiciat a Peugeot molts èxits. D'una banda gràcies a una gran acceptació del mercat va aconseguir unes bones xifres de vendes, sobretot entre el públic més jove. D'altra banda, èxits des del punt de vista dels ral·lis. I és que el Peugeot 106 encara es pot veure en gran part dels ral·lis que es disputen a Espanya.
El 106 va ser llançat el 12 de setembre de 1991, amb carrosseria hatchback de tres portes. Un any més tard es va afegir la variant de cinc portes. Els 106 són tècnicament similars al Citroën AX. El 106 va ser reestilitzat l'abril de 1996, adoptant aleshores un estil proper al del Citroën Saxo, un model d'aspecte similar amb el que comparteix motoritzacions. La fabricació finalitzà el juliol de 2003. En els dotze anys, 2.798.200 exemplars han estat produïts a les fàbriques de Mulhouse i Aulnay-sous-Bois, França. La seva substitució, el 107, va sortir el 2006. Aquest comparteix plataforma i disseny amb el Citroën C1 i el Toyota Aygo.

## Motoritzacions

### Benzina
- 1.0 l
- 1/1 l
- 1/3 l Rallye 100 cv
- 1.4 L
- 1/6 S8 105 cv
- 1/6 S8 90
- 1/6 Rallye 100 cv
- 1/6 S16 16v 120 cv
- 1.4 L Sport 75 cv
- 1/4 Quiksilver 75 cv (00-03)
- 1.4 L 106 xs 75 cv catalitzat (93-95)
- 1.6 L 106 xs 90 cv catalitzat (96)
- 1.4 L 106 XSI 100cv NO catalitzat (91-92)
- 1.4 L 106 XSI 95 cv catalitzat (93-95)
- 1.6 L 106 XSI 103cv catalitzat (96)
- 1.6 L 106 gti 16v 120 cv NO catalitzat

### Dièsel
- 1/5 màx 58 cv
- 1/4 màx 55 cv